# Copa Jackson
La Copa Jackson (llamada oficialmente Copa Juan S. Jackson), es una carrera de la hípica chilena de Grupo II, disputada en enero de cada año en el Valparaíso Sporting en Viña del Mar. Es una carrera de caballos de 1.900 metros, para machos y hembras de tres años de edad. La carrera es la antesala de El Derby, tercera y última etapa de la Triple Corona Nacional.  Junto con esta carrera forman parte de la "Doble de Oro". El nombre del clásico es en honor a Juan S. Jackson, uno de los socios fundadores del Valparaíso Sporting en el año 1882.

## Inicio Mes del Derby
La jornada suele disputarse el primer domingo de enero, un mes aproximadamente de la tercera etapa de la triple corona nacional, dándose por iniciado el "mes de El Derby". En dicha ocasión se hace la elección de "Miss Derby", la cual antes de la disputa de la "Copa Jackson", iza la bandera del derby.

## Ganadores de la Copa Jackson
Los siguientes son los ganadores de la prueba desde 1995.
| Año  | Caballo         | Jinete               | Preparador           | Stud              | Haras          | Tiempo  |
| ---- | --------------- | -------------------- | -------------------- | ----------------- | -------------- | ------- |
| 1995 | Gran Ducato     | Pedro Santos         | Patricio Baeza A.    | Komosar           | Figurón        | 1.53.30 |
| 1996 | Pulco           | Fernando Díaz        | Alfonso Zamorano B.  | Lizzie            | Curiche        | 1.53.10 |
| 1997 | Winslow         | Guillermo Morales    | Fresia García S.     | Super Super       | Santa Isabel   | 1.53.20 |
| 1998 | India Divina    | David Sánchez        | Luis Urbina H.       | Las Perdices      | Figurón        | 1.53.10 |
| 1999 | Pure Silk       | Luis Torres          | Claudio Bernal G.    | Francesco         | Don Raúl       | 1.54.40 |
| 2000 | El Sombra       | Mauricio Figueroa    | Cristián Muñoz G.    | Sombra            | Figurón        | 1.54.20 |
| 2001 | No Lo Pillan    | Mauricio Figueroa    | Óscar Silva S.       | Maulino           | Latiguillo     | 1.53.30 |
| 2002 | River Café      | Richard Castillo     | Patricio Baeza A.    | Jockey            | Jockey         | 1.53.30 |
| 2003 | Rivaldo         | Michelle G. Castillo | Patricio Baeza A.    | Umbría            | Santa Eladia   | 1.53.20 |
| 2004 | El Biónico      | Mauricio Figueroa    | Sergio Romero C.     | Kitty             | El Sheik       | 1.54.00 |
| 2005 | Ítalo Americano | José Villablanca     | Miguel Medina T.     | Matancilla        | Matancilla     | 1.52.39 |
| 2006 | Frente Ruso     | Fernando Díaz        | Patricio Baeza A.    | Carillanca        | Matancilla     | 1.52.92 |
| 2007 | Paris de Troya  | Juan Hermosilla      | Carlos Bagú R.       | Maurot            | Matancilla     | 1.54.09 |
| 2008 | Sacre Coeur     | Héctor I. Berríos    | Jorge Inda M.        | Masaiva           | Dadinco        | 1.53.75 |
| 2009 | Indy Boy        | Pablo Falero         | Luis Catena C.       | Granadilla        | Santa Mariana  | 1.54.25 |
| 2010 | Truly Funny     | Óscar Ulloa          | Alejandro Aguado C.  | Matriarca         | Matriarca      | 1.54.45 |
| 2011 | Ankar           | Héctor I. Berríos    | Juan P. Baeza J.     | Haras Don Alberto | Don Alberto    | 1.53.48 |
| 2012 | Señor Jack      | Fernando Díaz        | Álvaro Fernández L.  | Mr. Jack          | Porta Pía      | 1.53.83 |
| 2013 | Aire Bueno      | Gonzalo Ulloa        | Juan Cavieres A.     | La Estrella       | El Sheik       | 1.53.28 |
| 2014 | El Bromista     | Guillermo Pontigo    | Juan P. Baeza J.     | Burlesco          | Paso Nevado    | 1.53.24 |
| 2015 | Il Campione     | Héctor I. Berríos    | Sergio Inda M.       | Alvidal           | Paso Nevado    | 1.53.28 |
| 2016 | Candy Sun       | Héctor I. Berríos    | Luis Catena C.       | Granadilla        | Las Araucarias | 1.52.76 |
| 2017 | Tinku           | Bernardo León        | Oliverio Martínez L. | Los Pickles       | Paso Nevado    | 1.55.11 |
| 2018 | Galantemente    | Jorge L. Vergara     | Guillermo Aguirre A. | La Nonna Ltda.    | Don Alberto    | 1.54.48 |
| 2019 | Ya Primo        | Jeremy Laprida       | Guillermo Aguirre A. | La Pacita         | Don Alberto    | 1.52.84 |
| 2020 | Free Mandate    | Jorge A. González    | Carlos Urbina H.     | Xeneixe           | Doña Icha      | 1.54.36 |
| 2021 | Succeso         | Kevin Espina         | Juan P. Baeza J.     | Don Mario         | Don Alberto    | 1.54.73 |
| 2022 | Gamberetti      | Rafael Cisternas     | Julio Orellana R.    | El Tata           | Don Alberto    | 1.53.28 |
| 2023 | Germanicus      | Carlos Ortega        | Ximeno Urenda P.     | Don Mario         | Don Alberto    | 1.53.87 |
| 2024 | Wentrue         | Jaime Medina         | Juan P. Baeza J.     | Tobe              | Don Alberto    | 1.54.13 |
| 2025 | Amorino         | Jorge A. González    | Julio Orellana R.    | La Nonna Ltda.    | Don Alberto    | 1.54.75 |

## Última edición
El domingo 5 de enero de 2025. se realizó una edición más de la "Copa Jackson". Se impuso el ejemplar "Amorino" (hijo de Mendelssohn), derrotando a su compañero de colores, Ponteau, en tercera posición se ubicó Bucéfalo, en cuarta posición llegó Owen Jeep, y cerrando el marcador quedó Lonwhite. Amorino fue conducido por Jorge A. González quien obtiene su segunda "Copa Jackson", es preparado por Julio Orellana R., pertenece al Stud La Nonna Ltda. y fue criado en el Haras Don Alberto.